# Chaetorhynchus papuensis
El drongo papú (Chaetorhynchus papuensis) es una especie de ave paseriforme perteneciente a la familia Rhipiduridae. Es el único miembro del género Chaetorhynchus. Anteriormente se clasificaba en la familia Dicruridae.

## Distribución y hábitat
Se encuentra en Nueva Guinea y en la cercana isla Yule. Su hábitat natural son los bosques húmedos tropicales de las tierras bajas.